# Laura Lima

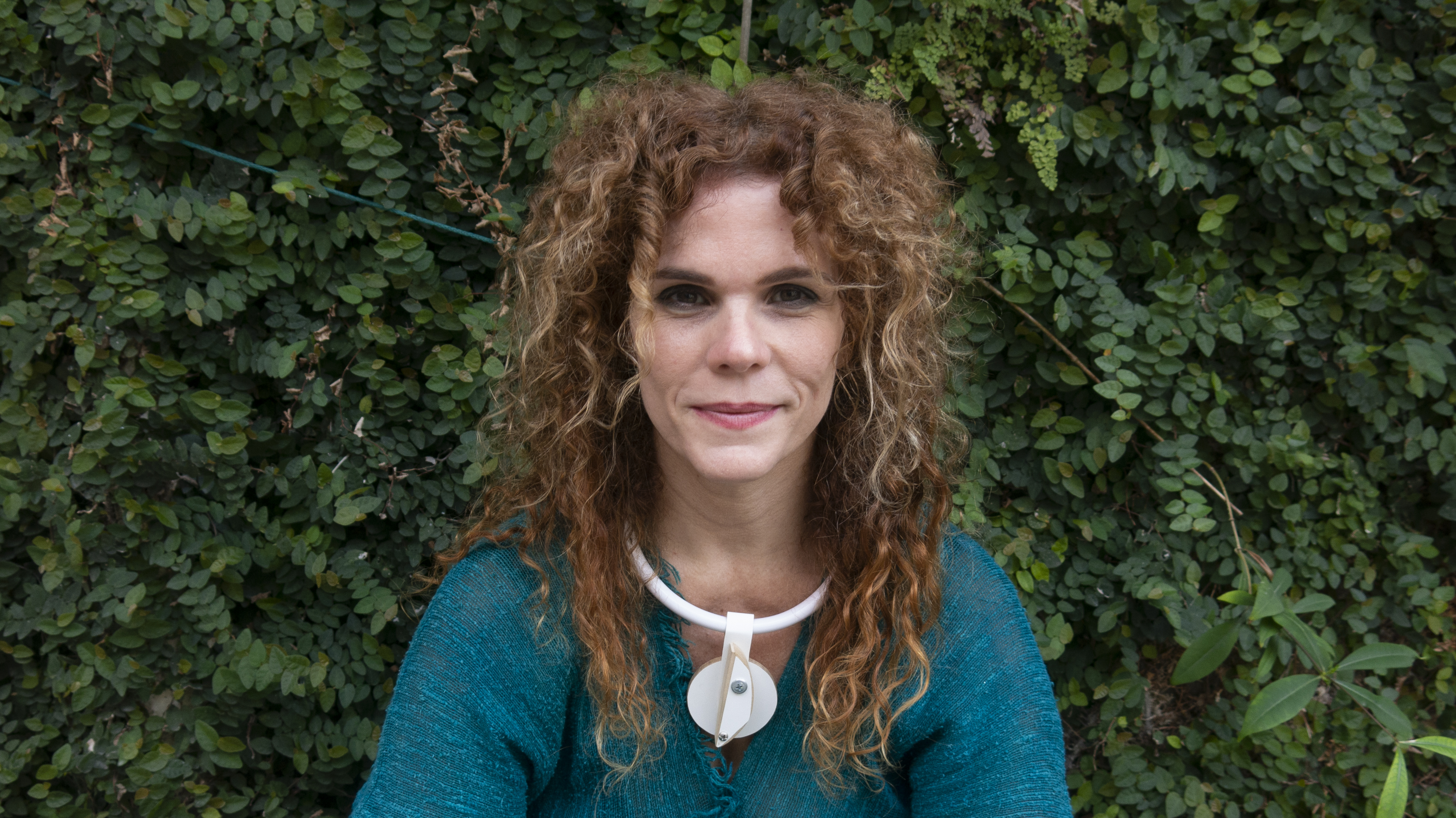
Laura Lima (2017)

Laura Lima (* 29. April 1971 in Governador Valadares, Brasilien) ist eine brasilianische Künstlerin. Sie lebt und arbeitet in Rio de Janeiro. 2014 erhielt sie den Bonnefanten Award for Contemporary Art des Maastrichter Bonnefantenmuseums.

## Leben
Laura Lima studierte Philosophie und Bildende Künste in Rio de Janeiro. Seit Ende der 1990er Jahre nimmt sie an internationalen Festivals und Gruppenausstellungen teil. Seit 1998 sind ihre Arbeiten auch in Einzelausstellungen namhafter Kunsthallen zu sehen. Sie ist Mitgründerin und künstlerische Beraterin der Künstlergalerie A Gentil Carioca in Rio de Janeiro.

## Werk
Ein Schwerpunkt des künstlerischen Schaffens von Laura Lima ist der menschliche Körper. Sie interessiert sich für soziale Beziehungen und die Ergründung alltäglicher menschlicher Verhaltensweisen. Sie lässt die von ihr erarbeiteten Dramaturgien von mitwirkenden Darstellern aufführen, ohne selbst dabei aufzutreten. Laura Limas Arbeiten bewegen sich im Bereich zwischen Performance und Skulptur. Sie erkundet die Grenzverläufe von Wirklichkeit, Illusion und Fiktion.

„Laura Limas Arbeiten sind Versuchsanordnungen, die den Grad zwischen Alltäglichem und Absurdem ausloten, zwischen Fiktion und Traum, Imaginärem und Realem, Performance und Skulptur. Der zentrale Gegenstand ihrer künstlerischen Praxis ist der menschliche Körper: als Medium, als Konzept, als treibende Kraft sozialer Beziehungen, seine Gesten, Verhalten, Verkörperungen.  […]  Die Arbeiten Laura Limas bewegen sich auf einem Terrain der Fremdheiten und Widersprüche. Dabei hinterfragen sie unsere Wahrnehmung des Alltäglichen und zeigen die Absurdität, die dem scheinbar Realen selbst innewohnt.“

2000 kaufte das Museu de Arte Moderna de São Paulo als erstes ein Werk einer zeitgenössischen brasilianischen Performancekünstlerin an.

## Ausstellungen (Auswahl)
- 1998 Projeto Digestão, Centro Cultural São Paulo, Brasilien
- 2000 Laura Lima Travelled with RhR to Reina Sofia Museum and the City of Madrid. Museo Reina Sofía, Madrid
- 2000: Puxador, Escola de Crítica (Lisette Lagnado), São Paulo, Brasil.
- 2000: Project Rooms, ARCO Madrid
- 2002: Homem=Carne/Mulher=Carne e Costumes - Man=Flesh/Woman=Flesh & Costumes, Museu de Arte da Pampulha, Belo Horizonte, Brasilien
- 2002: Costumes, Mala Galerija, Moderna Galerija, Ljubljana, Slowenien
- 2003: Costumes Loja / Costumes Shop, Casa Triângulo, São Paulo, Brasilien
- 2004: Instâncias - To Age, Chapter Art Centre, Cardiff, Wales
- 2004: Ball Laura Lima, A Gentil Carioca, Parque Lage, Rio de Janeiro, Brasilien
- 2005: Paisagem/Landscape, Museu do Estado de Pernambuco, Recife, Brasilien
- 2006: 27. Biennale São Paulo 2006
- 2008: Fuga, A Gentil Carioca, Rio de Janeiro
- 2009: Corpos Estranhos, MAC Paulo São
- 2009: PADEDEU - Jarbas Lopes, Laura Lima, Galeria Luisa Strina, São Paulo
- 2010: Communication Networks, City Art Museum Ljubljana
- 2010: A Gentil Carioca. Ein Kunstraum in Rio de Janeiro, ifa-Galerie Berlin
- 2011: Manchester Art Gallery
- 2011: Bonniers Konsthall in Stockholm
- 2011: Biennale in Lyon
- 2012: Ruhrtriennale in Essen
- 2013: Art’s House in Melbourne, Australien
- 2013: Bar Restaurant, Migros-Museum, Zürich

## Auszeichnungen
- 2014: Bonnefanten Award for Contemporary Art

## Videos
- Interview - Laura Lima auf der Biennale de Lyon, 2011 (englisch mit franz. Untertiteln)
- Laura Lima. For the Love of Dissent / MUAC, Mexico City, 2013